# 蔡明耀
蔡明耀（1949年2月1日—2013年6月29日），高雄縣鳳山鎮（今高雄市鳳山區）人，政治人物，前中國國民黨黨員，在台灣地方派系中屬於高雄縣白派。曾任高雄縣縣長，也是最後一任國民黨籍縣長，自從他卸任後，國民黨再也沒贏過高雄縣縣長一職，直到2010年高雄縣市合併。

## 早年生平
蔡明耀畢業於國立高雄師範大學國文系。父親蔡正心曾任高雄地區最具影響力的鳳山市農會理事長。透過其影響力支持下，蔡明耀於1978年參選高雄縣議員鳳山區選區。最後即以28歲年齡當選第八屆高雄縣議員，四年後連任第九屆高雄縣議員。並以32歲出任高雄縣議會副議長。

## 高雄縣長
1981年高雄縣長選舉中，蔡明耀獲得國民黨提名參選高雄縣長，對上黨外推出的余陳月瑛。在國民黨的動員下，高雄縣竟然出現增加四萬五千票有投票權公民的事件，當中鳳山市爆增三分之一公民、大寮鄉四分之一、仁武鄉更高達一半。:196最後蔡明耀以3千多票差距擊敗余陳月瑛當選第9屆高雄縣長，也成為當時台灣政壇史上最年輕縣長。
蔡明耀在當選之後，先是大舉整修縣長公館，把屋頂漆成白色表示「白派」當家。又撤換縣府員工換成自己親信。:218此外在1984年高雄縣主辦的台灣區運動會中蔡明耀親持聖火入場點燃聖火也引起爭議。在縣政總質詢又因以輕佻言語激得女議員落淚，一度被稱為「黃腔縣長」。:219引起外界的批判。
在地方派系上，蔡明耀也出現自己以龍頭大哥自居的作風。蔡明耀一方面積極培養自己勢力，網羅「白派」年輕一代；一方面則積極解除林淵源的束縛，不理元老派的諍言。蔡明耀當選後，一度與同為「白派」的大將、縣議會副議長林信吉親近。然而1984年初，蔡明耀在一次縣務會報中嚴禁員工賭博，並暗示他知道賭博的地點，惹火了林信吉。於是4月間縣議會為了區運工程費，鬧得不可開交。蔡明耀也與林信吉公開決裂。七十四年度高雄縣都市計劃委員名單中，林信吉更被蔡明耀親自下條子免除委員職務，遺缺由女議員蔡麗珠接任。林信吉成為唯一被除名者，其他人皆連任。此舉被視為造成「白派」少壯派分裂，而在鳳山市民眾服務分社改選區黨部委員的聚會上，揚言要砍斷縣議會主任秘書楊德森的雙腿，使得同為「白派」的議長吳珠惠（吳怡玎祖父）及副議長林信吉幾乎「大打出手」。影響蔡明耀連任之路。
由於蔡明耀在一年內就與幕僚、機要產生摩擦，出現人和問題。最後在「白派師爺」范姜新運與議長吳珠惠等人央請下，請白派大老陳新安（前副總統陳建仁之父）與蔡明耀於高雄國賓飯店四樓會談。結果蔡明耀對其回應「新安公，你是第二屆縣長，但我是第九屆縣長」。:481陳新安在回家路上，曾以台語、日語交雜表示「蔡明耀做這款代誌，吾不能原諒，吾派到此結束」。:481-482
蔡明耀為了扭轉頹勢，停刊《今日高縣》五期，並印刷二十三萬份月曆，分贈全縣住戶。這份月曆被有關人員拿去出售，引發不小的風波。
1985年第十屆高雄縣長選舉中，蔡明耀擊敗「紅派」大將陳義秋，再度獲得國民黨提名。而黨外的余陳月瑛捲土重來，與蔡明耀同台角逐高雄縣長。而蔡明耀在當時茄萣鄉一場政見發表會中說出「選給有鳥的」的言論，引起歧視女性的爭議，也使余陳月瑛陣營利用此點批評。余陳月瑛曾回憶由於蔡明耀低俗的言論，使其不能將其視為無聊言論而不與回應，因此每次政見發表會上，余陳都會先問聽眾「天上飛的東西是什麼」？再提醒群眾不可再選開口黃腔的縣長。:219最後余陳月瑛在這場選戰中以三萬票的差距當選。

## 卸任之後
蔡明耀於1989年第十一屆高雄縣長選舉中仍欲捲土重來，不顧國民黨提名陳義秋，不惜被開除黨籍參選。最終僅獲二萬餘票落選。
2013年6月29日，蔡明耀因心臟病引發多重器官衰竭病逝家中。。

## 聖火事件
- 1984年高雄縣爭取到主辦台灣區運動會，對持聖火者高度保密。引起外界對持聖火的人好奇，然而就在外界紛紛猜測之際，最後卻是蔡明耀自己以公帑主辦運動會又非以運動員身份跑來點燃聖火，蔡明耀並前後登場三次為自己宣傳，遂引起了爭議[10]。也成為日後蔡明耀連任失敗的原因之一。[7]